# Saint-Loup-d’Ordon
Saint-Loup-d’Ordon ist eine französische Gemeinde im Département Yonne (Region Bourgogne-Franche-Comté) im Arrondissement Sens und im Kanton Joigny (bis 2015: Kanton Saint-Julien-du-Sault). Die Gemeinde hat 248 Einwohner (Stand: 1. Januar 2022).

## Geographie
Saint-Loup-d’Ordon liegt etwa 47 Kilometer nordwestlich von Auxerre. Umgeben wird Saint-Loup-d’Ordon von den Nachbargemeinden Piffonds im Norden, Saint-Martin-d’Ordon im Norden und Osten, Cudot im Süden und Südosten, Charny Orée de Puisaye im Süden, Douchy-Montcorbon im Südwesten sowie Courtenay im Westen.
Durch die Gemeinde führt die Autoroute A6.

## Bevölkerungsentwicklung
| Jahr                      | 1962 | 1968 | 1975 | 1982 | 1990 | 1999 | 2006 | 2013 |
| ------------------------- | ---- | ---- | ---- | ---- | ---- | ---- | ---- | ---- |
| Einwohner                 | 273  | 235  | 195  | 227  | 199  | 212  | 227  | 258  |
| Quelle: Cassini und INSEE |      |      |      |      |      |      |      |      |

## Sehenswürdigkeiten
- Kirche Saint-Loup aus dem 12. Jahrhundert, Umbauten bis in das 15. Jahrhundert
- Schloss Ordon

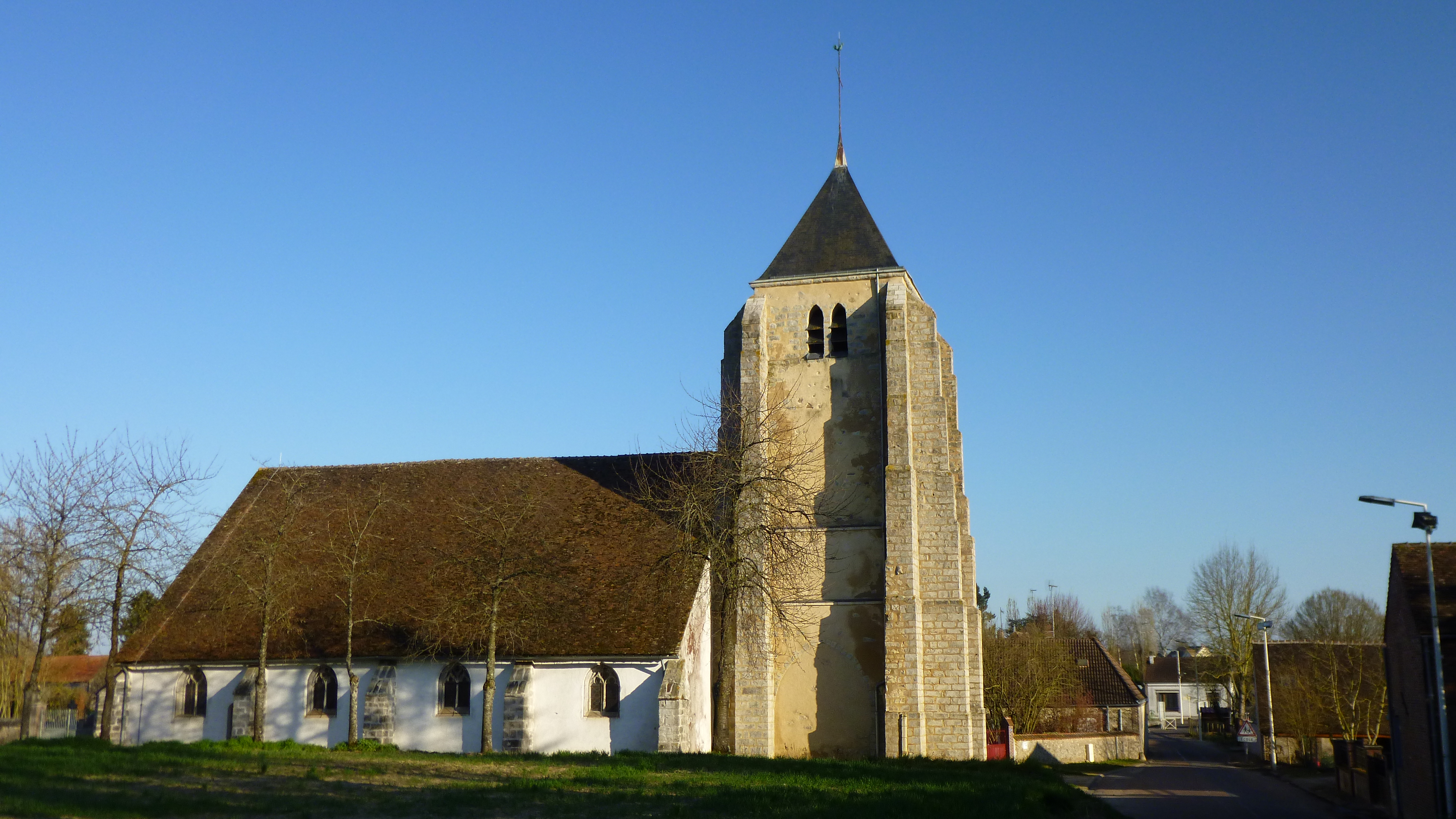
Kirche Saint-Loup
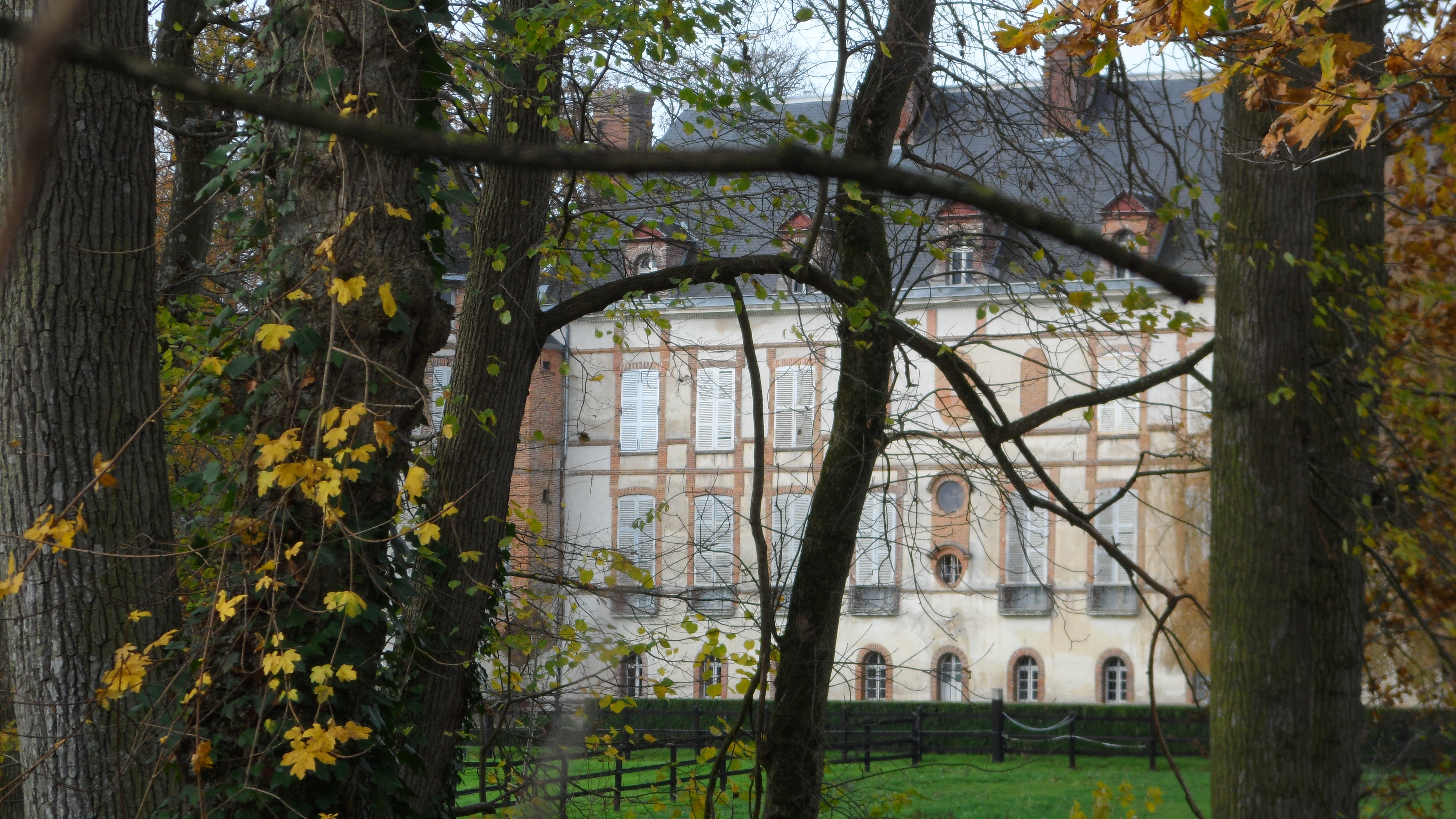
Schloss Ordon